# امطل
امطل (به فرانسوی: M'Tal) یک شهرک در مراکش است که در استان سیدی بنور واقع شده‌است. امطل ۱۱٬۸۷۹ نفر جمعیت دارد.